# جیمز بکستر (ورزشکار)
جیمز بکستر (انگلیسی: James Baxter؛ ۸ ژوئن ۱۸۷۰ – ۴ ژوئیه ۱۹۴۰) بازیکن راگبی ۱۵ نفره اهل بریتانیا بود.